# 1. Königlich Bayerische Reserve-Feldartillerie-Brigade
Die 1. Reserve-Feldartillerie-Brigade war ein Großverband der Bayerischen Armee.

## Geschichte
Das Brigadekommando wurde während des Ersten Weltkriegs am 15. Oktober 1914 für die 1. Reserve-Division aufgestellt.
Im weiteren Kriegsverlauf wurde gemäß Verordnung des Kriegsministeriums vom 22. Februar 1917 aus dem Kommando der Artillerie-Kommandeur Nr. 13 gebildet. Nach Kriegsende kehrte das Kommando am 3. Dezember 1918 in die Heimat zurück, wurde dort demobilisiert und schließlich am 7. Dezember 1918 aufgelöst.

## Unterstellung
Der Brigade waren folgende Einheit unterstellt:
- Reserve-Feldartillerie-Regiment 1.
- II. Bataillon/Reserve-Fußartillerie-Regiment 2

## Kommandeure
| Dienstgrad                         | Name                             | Datum                                 |
| ---------------------------------- | -------------------------------- | ------------------------------------- |
| Generalmajor z. D.                 | Wilhelm Täubler                  | 15. Oktober 1914 bis 12. Oktober 1915 |
| Generalmajor/Generalleutnant z. D. | Ferdinand Jodl                   | 12. Oktober 1915 bis 25. Februar 1917 |
| Oberst                             | Maximilian von Zech auf Neuhofen | 26. Februar bis 21. Oktober 1917      |
| Oberstleutnant                     | Erich von Botzheim               | 22. Oktober 1917 bis 7. Dezember 1918 |